# Nagy tinamu
A nagy tinamu (Tinamus major) a tinamualakúak (Tinamiformes) rendjébe, ezen belül a tinamufélék (Tinamidae) családjába tartozó faj.

## Rendszerezése
A fajt Johann Friedrich Gmelin német természettudós írta le 1789-ben, a Tetrao nembe Tetrao major néven.

## Alfajai
- Tinamus major brunneiventris Aldrich, 1937
- Tinamus major castaneiceps Salvadori, 1895
- Tinamus major fuscipennis Salvadori, 1895
- Tinamus major latifrons Salvadori, 1895
- Tinamus major major (Gmelin, 1789)
- Tinamus major olivascens Conover, 1937
- Tinamus major percautus Van Tyne, 1935
- Tinamus major peruvianus Bonaparte, 1856
- Tinamus major robustus P. L. Sclater & Salvin, 1868
- Tinamus major saturatus Griscom, 1929
- Tinamus major serratus (Spix, 1825)
- Tinamus major zuliensis Osgood & Conover, 1922[2]

## Előfordulása
Mexikó, Közép-Amerika és Dél-Amerika területén honos. Természetes élőhelyei a szubtrópusi vagy trópusi síkvidéki esőerdők és mocsári erdők aljnövényzete, valamint ültetvények és másodlagos erdők. Állandó, nem vonuló faj.

## Megjelenése
Testhossza 46 centiméter, testtömege 700-1240 gramm. Testszíne fehéres olíva-barna. A lába kék, szürke színű.

## Életmódja
Lehullott gyümölcsökkel, magvakkal, esetenként rovarokkal táplálkoznak. Rossz repülő, ezért veszély esetén inkább a talajon fut el.

## Szaporodása
|  |

## Természetvédelmi helyzete
Az elterjedési területe nagyon nagy, egyedszáma ugyan csökken, de még nem éri el a kritikus szintet. A Természetvédelmi Világszövetség Vörös listáján nem fenyegetett fajként szerepel.